# Washington Navy Yard

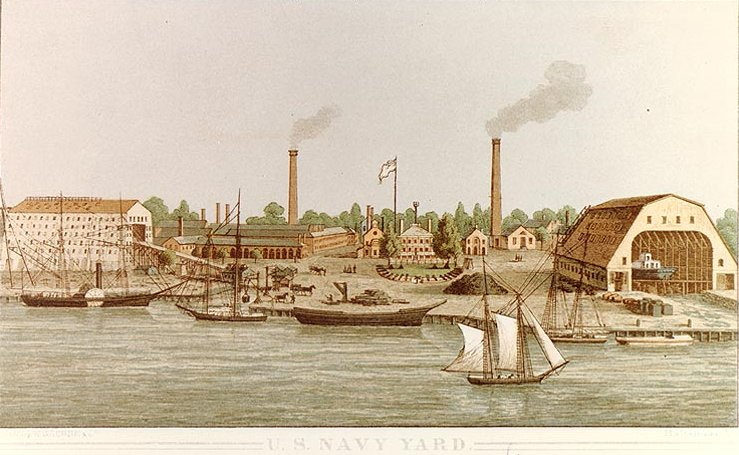
Litografia przedstawiająca stocznię, 1862

Washington Navy Yard – centrum administracyjne i ceremonialne marynarki wojennej, siedziba Szefa Operacji Morskich, Morskiego Centrum Historycznego, Departamentu Historii Marynarki oraz wielu innych organizacji, znajdujące się w południowo-wschodnim Waszyngtonie.
Washington Navy Yard to dawna stocznia i fabryka broni, Najstarsza tego typu instalacja nabrzeżna należąca do United States Navy. Przez długi czas służyło także jako siedziba Centrum Historycznego Korpusu Marines. W 1973 roku została dodana do rejestru narodowych pomników historycznych USA.
16 września 2013 roku bandyta Aaron Alexis zastrzelił na terenie obiektu 12 osób, a następnie sam zginął podczas strzelaniny z policją.